# Saint-Christophe (Savoie)
Saint-Christophe (auch: Saint-Christophe-la-Grotte) ist eine französische Gemeinde mit 538 Einwohnern (Stand 1. Januar 2022) im Département Savoie in der Region Auvergne-Rhône-Alpes (vor 2016 Rhône-Alpes). Sie gehört zum Kanton Le Pont-de-Beauvoisin (bis 2015 Les Échelles) im Arrondissement Chambéry und ist Mitglied im Gemeindeverband Cœur de Chartreuse. Die Einwohner werden Saint-Christolins genannt.

## Geographie
Saint-Christophe liegt etwa 18 Kilometer südwestlich von Chambéry. Nachbargemeinden von Saint-Christophe sind Saint-Pierre-de-Genebroz im Norden und Westen, Saint-Jean-de-Couz im Osten und Nordosten, Corbel im Osten und Südosten, Saint-Christophe-sur-Guiers im Süden sowie les Échelles im Westen.

## Bevölkerungsentwicklung
| Jahr                       | 1962 | 1968 | 1975 | 1982 | 1990 | 1999 | 2006 | 2013 |
| -------------------------- | ---- | ---- | ---- | ---- | ---- | ---- | ---- | ---- |
| Einwohner                  | 355  | 288  | 344  | 354  | 385  | 442  | 485  | 518  |
| Quellen: Cassini und INSEE |      |      |      |      |      |      |      |      |

## Sehenswürdigkeiten
- Höhlen von Échelles